# 23기 KBS 바둑왕전
23기 KBS 바둑왕전은 한국방송공사의 TV 속기전이 참가한 국내 바둑 기전이다. 결승에서는 이창호 九단이 조한승 七단을 2대 0로 꺾고 통산 7회 우승을 차지했다.

## 대진표

### 승자조,패자조
| 이상훈(小) 四단   | 이상훈(小) 四단   | 조한승 七단       | 조한승 七단 | 조한승 七단 | 조한승 七단 | 조한승 七단 | 조한승 七단 | 이창호 九단 2:1 |
| 주형욱 二단       | 이상훈(小) 四단   | 조한승 七단       | 조한승 七단 | 조한승 七단 | 조한승 七단 | 조한승 七단 | 조한승 七단 | 이창호 九단 2:1 |
| 조한승 七단       |                   | 조한승 七단       | 조한승 七단 | 조한승 七단 | 조한승 七단 | 조한승 七단 | 조한승 七단 | 이창호 九단 2:1 |
| 김성룡 八단       | 김성룡 八단       | 김성룡 八단       | 조한승 七단 | 조한승 七단 | 조한승 七단 | 조한승 七단 | 조한승 七단 | 이창호 九단 2:1 |
| 김형환 初단       | 김성룡 八단       | 김성룡 八단       | 조한승 七단 | 조한승 七단 | 조한승 七단 | 조한승 七단 | 조한승 七단 | 이창호 九단 2:1 |
| 송태곤 六단       |                   | 김성룡 八단       | 조한승 七단 | 조한승 七단 | 조한승 七단 | 조한승 七단 | 조한승 七단 | 이창호 九단 2:1 |
| 김수장 九단       | 박승철 三단       | 류재형 六단       | 조훈현 九단 | 조한승 七단 | 조한승 七단 | 조한승 七단 | 조한승 七단 | 이창호 九단 2:1 |
| 박승철 三단       | 박승철 三단       | 류재형 六단       | 조훈현 九단 | 조한승 七단 | 조한승 七단 | 조한승 七단 | 조한승 七단 | 이창호 九단 2:1 |
| 류재형 六단       |                   | 류재형 六단       | 조훈현 九단 | 조한승 七단 | 조한승 七단 | 조한승 七단 | 조한승 七단 | 이창호 九단 2:1 |
| 김광식 四단       | 김광식 四단       | 조훈현 九단       | 조훈현 九단 | 조한승 七단 | 조한승 七단 | 조한승 七단 | 조한승 七단 | 이창호 九단 2:1 |
| 최원용 二단       | 김광식 四단       | 조훈현 九단       | 조훈현 九단 | 조한승 七단 | 조한승 七단 | 조한승 七단 | 조한승 七단 | 이창호 九단 2:1 |
| 조훈현 九단       |                   | 조훈현 九단       | 조훈현 九단 | 조한승 七단 | 조한승 七단 | 조한승 七단 | 조한승 七단 | 이창호 九단 2:1 |
| 유해원 八단       | 최철한 六단       | 최철한 八단       | 최철한 八단 | 이창호 九단 | 조한승 七단 | 조한승 七단 | 조한승 七단 | 이창호 九단 2:1 |
| 최철한 六단       | 최철한 六단       | 최철한 八단       | 최철한 八단 | 이창호 九단 | 조한승 七단 | 조한승 七단 | 조한승 七단 | 이창호 九단 2:1 |
| 유창혁 九단       |                   | 최철한 八단       | 최철한 八단 | 이창호 九단 | 조한승 七단 | 조한승 七단 | 조한승 七단 | 이창호 九단 2:1 |
| 안달훈 五단       | 윤성현            | 윤성현 九단       | 최철한 八단 | 이창호 九단 | 조한승 七단 | 조한승 七단 | 조한승 七단 | 이창호 九단 2:1 |
| 윤성현 九단       | 윤성현            | 윤성현 九단       | 최철한 八단 | 이창호 九단 | 조한승 七단 | 조한승 七단 | 조한승 七단 | 이창호 九단 2:1 |
| 이세돌 九단       |                   | 윤성현 九단       | 최철한 八단 | 이창호 九단 | 조한승 七단 | 조한승 七단 | 조한승 七단 | 이창호 九단 2:1 |
| 이상훈(大) 七단   | 루이나이웨이 九단 | 루이나이웨이 九단 | 이창호 九단 | 이창호 九단 | 조한승 七단 | 조한승 七단 | 조한승 七단 | 이창호 九단 2:1 |
| 루이나이웨이 九단 | 루이나이웨이 九단 | 루이나이웨이 九단 | 이창호 九단 | 이창호 九단 | 조한승 七단 | 조한승 七단 | 조한승 七단 | 이창호 九단 2:1 |
| 박병규 四단       |                   | 루이나이웨이 九단 | 이창호 九단 | 이창호 九단 | 조한승 七단 | 조한승 七단 | 조한승 七단 | 이창호 九단 2:1 |
| 백홍석 二단       | 백홍석 二단       | 이창호 九단       | 이창호 九단 | 이창호 九단 | 조한승 七단 | 조한승 七단 | 조한승 七단 | 이창호 九단 2:1 |
| 원성진 五단       | 백홍석 二단       | 이창호 九단       | 이창호 九단 | 이창호 九단 | 조한승 七단 | 조한승 七단 | 조한승 七단 | 이창호 九단 2:1 |
| 이창호 九단       |                   | 이창호 九단       | 이창호 九단 | 이창호 九단 | 조한승 七단 | 조한승 七단 | 조한승 七단 | 이창호 九단 2:1 |
| 패자조            |                   |                   |             |             |             |             |             | 이창호 九단 2:1 |
| 패자 1회전        | 패자 1회전        | 패자 2회전        | 패자 3회전  | 패자 4회전  | 패자 준결승 | 패자 결승   |             | 이창호 九단 2:1 |
| 이상훈(小) 四단   | 백홍석 二단       | 백홍석 二단       | 백홍석 二단 | 백홍석 二단 | 조훈현 九단 | 이창호 九단 |             | 이창호 九단 2:1 |
| 백홍석 二단       | 백홍석 二단       | 백홍석 二단       | 백홍석 二단 | 백홍석 二단 | 조훈현 九단 | 이창호 九단 |             | 이창호 九단 2:1 |
| 류재형 六단       |                   | 백홍석 二단       | 백홍석 二단 | 백홍석 二단 | 조훈현 九단 | 이창호 九단 |             | 이창호 九단 2:1 |
| 송태곤 六단       | 송태곤 六단       | 윤성현 九단       | 백홍석 二단 | 백홍석 二단 | 조훈현 九단 | 이창호 九단 |             | 이창호 九단 2:1 |
| 박병규 四단       | 송태곤 六단       | 윤성현 九단       | 백홍석 二단 | 백홍석 二단 | 조훈현 九단 | 이창호 九단 |             | 이창호 九단 2:1 |
| 윤성현 九단       |                   | 윤성현 九단       | 백홍석 二단 | 백홍석 二단 | 조훈현 九단 | 이창호 九단 |             | 이창호 九단 2:1 |
| 조훈현 九단       |                   |                   |             | 백홍석 二단 | 조훈현 九단 | 이창호 九단 |             | 이창호 九단 2:1 |
| 박승철 四단       | 이세돌 九단       | 이세돌 九단       | 이세돌 九단 | 이세돌 九단 | 조훈현 九단 | 이창호 九단 |             | 이창호 九단 2:1 |
| 이세돌 九단       | 이세돌 九단       | 이세돌 九단       | 이세돌 九단 | 이세돌 九단 | 조훈현 九단 | 이창호 九단 |             | 이창호 九단 2:1 |
| 루이나이웨이 九단 |                   | 이세돌 九단       | 이세돌 九단 | 이세돌 九단 | 조훈현 九단 | 이창호 九단 |             | 이창호 九단 2:1 |
| 김광식 四단       | 유창혁 九단       | 김성룡 八단       | 이세돌 九단 | 이세돌 九단 | 조훈현 九단 | 이창호 九단 |             | 이창호 九단 2:1 |
| 유창혁 九단       | 유창혁 九단       | 김성룡 八단       | 이세돌 九단 | 이세돌 九단 | 조훈현 九단 | 이창호 九단 |             | 이창호 九단 2:1 |
| 김성룡 八단       |                   | 김성룡 八단       | 이세돌 九단 | 이세돌 九단 | 조훈현 九단 | 이창호 九단 |             | 이창호 九단 2:1 |
| 최철한 八단       |                   |                   |             | 이세돌 九단 | 조훈현 九단 | 이창호 九단 |             | 이창호 九단 2:1 |
| 이창호 九단       |                   |                   |             |             |             | 이창호 九단 |             | 이창호 九단 2:1 |

## 대국 결과
| 대진        | 연도   | 대국일자  | 승자              | 패자              | 결과              | 기보 |
| ----------- | ------ | --------- | ----------------- | ----------------- | ----------------- | ---- |
| 승자 1회전  | 2003년 | 12월 24일 | 이상훈(小) 四단   | 주형욱 二단       | 192수 백 불계승   |      |
| 승자 1회전  | 2003년 | 12월 24일 | 김광식 四단       | 최원용 二단       | 247수 흑 불계승   |      |
| 승자 1회전  | 2003년 | 12월 26일 | 박승철 三단       | 김수장 九단       | 259수 흑 3집반승  |      |
| 승자 1회전  | 2003년 | 12월 26일 | 윤성현 八단       | 안달훈 五단       | 284수 백 10집반승 |      |
| 승자 1회전  | 2004년 | 1월 9일   | 최철한 六단       | 유병호 八단       | 186수 백 불계승   |      |
| 승자 1회전  | 2004년 | 1월 9일   | 백홍석 二단       | 원성진 五단       | 211수 흑 불계승   |      |
| 승자 1회전  | 2004년 | 1월 28일  | 루이나이웨이 九단 | 이상훈(大) 七단   | 129수 흑 불계승   |      |
| 승자 1회전  | 2004년 | 1월 28일  | 김성룡 八단       | 김형환 初단       | 225수 흑 불계승   |      |
| 승자 2회전  | 2004년 | 1월 30일  | 윤성현 八단       | 이세돌 九단       | 144수 백 불계승   |      |
| 승자 2회전  | 2004년 | 1월 30일  | 이창호 九단       | 백홍석 二단       | 210수 백 불계승   |      |
| 승자 2회전  | 2004년 | 2월 11일  | 류재형 六단       | 박승철 三단       | 202수 백 불계승   |      |
| 승자 2회전  | 2004년 | 2월 11일  | 최철한 六단       | 유창혁 九단       | 241수 백 9집반승  |      |
| 승자 2회전  | 2004년 | 2월 25일  | 조한승 七단       | 이상훈(小) 四단   | 213수 흑 6집반승  |      |
| 승자 2회전  | 2004년 | 2월 25일  | 루이나이웨이 九단 | 박병규 四단       | 208수 백 불계승   |      |
| 승자 2회전  | 2004년 | 3월 10일  | 조훈현 九단       | 김광식 四단       | 242수 백 불계승   |      |
| 승자 2회전  | 2004년 | 3월 10일  | 김성룡 八단       | 송태곤 六단       | 245수 흑 불계승   |      |
| 패자 1회전  | 2004년 | 3월 12일  | 이세돌 九단       | 박승철 四단       | 170수 백 불계승   |      |
| 패자 1회전  | 2004년 | 3월 12일  | 백홍석 二단       | 이상훈(小) 四단   | 200수 백 불계승   |      |
| 패자 1회전  | 2004년 | 4월 2일   | 유창혁 九단       | 김광식 四단       | 228수 백 반집승   |      |
| 패자 1회전  | 2004년 | 4월 28일  | 송태곤 六단       | 박병규 四단       | 95수 흑 불계승    |      |
| 승자 3회전  | 2004년 | 4월 2일   | 최철한 七단       | 윤성현 九단       | 140수 백 불계승   |      |
| 승자 3회전  | 2004년 | 4월 21일  | 조훈현 九단       | 류재형 六단       | 132수 백 불계승   |      |
| 승자 3회전  | 2004년 | 4월 21일  | 조한승 七단       | 김성룡 八단       | 202수 백 불계승   |      |
| 승자 3회전  | 2004년 | 4월 28일  | 이창호 九단       | 루이나이웨이 九단 | 167수 흑 불계승   |      |
| 패자 2회전  | 2004년 | 5월 7일   | 윤성현 九단       | 송태곤 七단       | 176수 백 불계승   |      |
| 패자 2회전  | 2004년 | 5월 7일   | 백홍석 二단       | 류재형 六단       | 143수 흑 불계승   |      |
| 패자 2회전  | 2004년 | 6월 2일   | 이세돌 九단       | 루이나이웨이 九단 | 234수 백 불계승   |      |
| 패자 2회전  | 2004년 | 6월 2일   | 김성룡 八단       | 유창혁 九단       | 159수 흑 불계승   |      |
| 패자 3회전  | 2004년 | 5월 28일  | 백홍석 二단       | 윤성현 九단       | 257수 흑 2집반승  |      |
| 패자 3회전  | 2004년 | 7월 2일   | 이세돌 九단       | 김성룡 八단       | 294수 백 8집반승  |      |
| 승자 준결승 | 2004년 | 5월 28일  | 조한승 七단       | 조훈현 九단       | 255수 흑 2집반승  |      |
| 승자 준결승 | 2004년 | 6월 18일  | 이창호 九단       | 최철한 八단       | 274수 백 불계승   |      |
| 패자 4회전  | 2004년 | 6월 9일   | 조훈현 九단       | 백홍석 二단       | 150수 백 불계승   |      |
| 패자 4회전  | 2004년 | 7월 2일   | 이세돌 九단       | 최철한 八단       | 285수 흑 불계승   |      |
| 승자 결승   | 2004년 | 7월 7일   | 조한승 七단       | 이창호 九단       | 287수 흑 1집반승  |      |
| 패자 준결승 | 2004년 | 7월 30일  | 이세돌 九단       | 조훈현 九단       | 176수 백 불계승   |      |
| 패자 결승   | 2004년 | 7월 30일  | 이창호 九단       | 이세돌 九단       | 221수 흑 불계승   |      |
| 결승 1국    | 2004년 | 10월 22일 | 이창호 九단       | 조한승 七단       | 294수 백 불계승   |      |
| 결승 2국    | 2004년 | 11월 9일  | 이창호 九단       | 조한승 七단       | 217수 흑 불계승   |      |
| 결승 3국    | 2004년 | 11월 9일  |                   |                   |                   |      |

## TV 중계
- 녹화대국으로 KBS 코리아(구 KBS 프라임, 현 KBS N 라이프)에서 방송되었다.  대국순으로 대국일정으로 이후 녹화방송으로 방송일의 방송시간이 변경되었다. 진행은 김성룡 七단, 노영하 九단 해설로 진행했으나 진행자의 대국 관계로 한해원 기사가 진행했다. 결승 2국(최종국) 끝난 후 시상식에는 이성민 아나운서가 진행했고, 시상은 장윤택(KBS TV제작본부장)이 맡았다. 인터뷰(우승자,준우승자)의 소감만 밝혔다.